# Dimos Pallini
Dimos Pallini är en kommun i Grekland.   Den ligger i prefekturen Nomarchía Anatolikís Attikís och regionen Attika, i den sydöstra delen av landet, 15 km öster om huvudstaden Aten. Antalet invånare är 54 415.